# Bitwa o Sederot
Bitwa o Sederot (hebr. קרב שדרות, arab. معركة سديروت) – starcie zbrojne pomiędzy bojownikami rządzącego Strefą Gazy palestyńskiego ugrupowania Hamas a żołnierzami Sił Obronnych Izraela i policjantami, do którego doszło w izraelskim mieście Sederot w dniach 7–8 października 2023 roku. Bojownicy Hamasu napadli na Sederot w ramach dokonanego 7 października 2023 roku wielkoskalowego ataku na południowy Izrael, który zapoczątkował wojnę Izraela z Hamasem. Po dostaniu się do miasta bojownicy wdawali się w strzelaniny z lokalnymi jednostkami Policji i ludnością cywilną, a także zabijali lub porywali jako zakładników jego mieszkańców na ulicach lub w ich domach. Zajęli także miejscowy posterunek Policji, który policjantom i Siłom Obronnym Izraela udało się odbić następnego dnia, po 24-godzinnej strzelaninie z zabarykadowanymi w środku członkami Hamasu. Walki w Sederot kosztowały życie co najmniej 50 cywilów i 22 funkcjonariuszy izraelskich służb.

## Przebieg
7 października 2023 roku przed 6:30 Sederot, położone najbliżej Strefy Gazy, niecałe 2 km od tego terytorium, izraelskie miasto, padło ofiarą ciężkiego ostrzału rakietowego przeprowadzonego przez rządzące Strefą Gazy palestyńskie ugrupowanie Hamas. Z powodu bliskiego położenia względem Strefy Gazy Sederot przez lata było częstym celem ataków rakietowych i najazdów Hamasu. 7 października rano bojownicy Hamasu wystrzelili ogółem tysiące takiet na miejscowości w południowej część Izraela, a następnie napadli na to państwo wdzierając się na jego teren po przełamaniu bariery na granicy ze Strefą Gazy co zapoczątkowało wojnę Izraela z Hamasem. Po wkroczeniu do Sederot uzbrojeni bojownicy Hamasu wdawali się w strzelaniny z lokalnymi jednostkami Policji i ludnością cywilną. Niektóre z tych strzelanin zostały udokumentowany na materiałach wideo, które następnie publikowano w mediach społecznościowych. Oprócz tego bojownicy krążyli po ulicach miasta na pojazdach czterokołowych, strzelając do samochodów i zabijając ich kierowców, a następnie zsiadali z pojazdów i zastrzeliwali różnych mieszkańców miasta na ulicach lub w ich domach, a niektórych brali jako zakładników i przewozili do Strefy Gazy. Wielu ludzi uciekało pieszo przed bojownikami np. po porzuceniu swoich samochodów na dojazdowej drodze do miasta, gdy zorientowali się, że są w niebezpieczeństwie, niektórzy zdołali się ukryć w schronach.

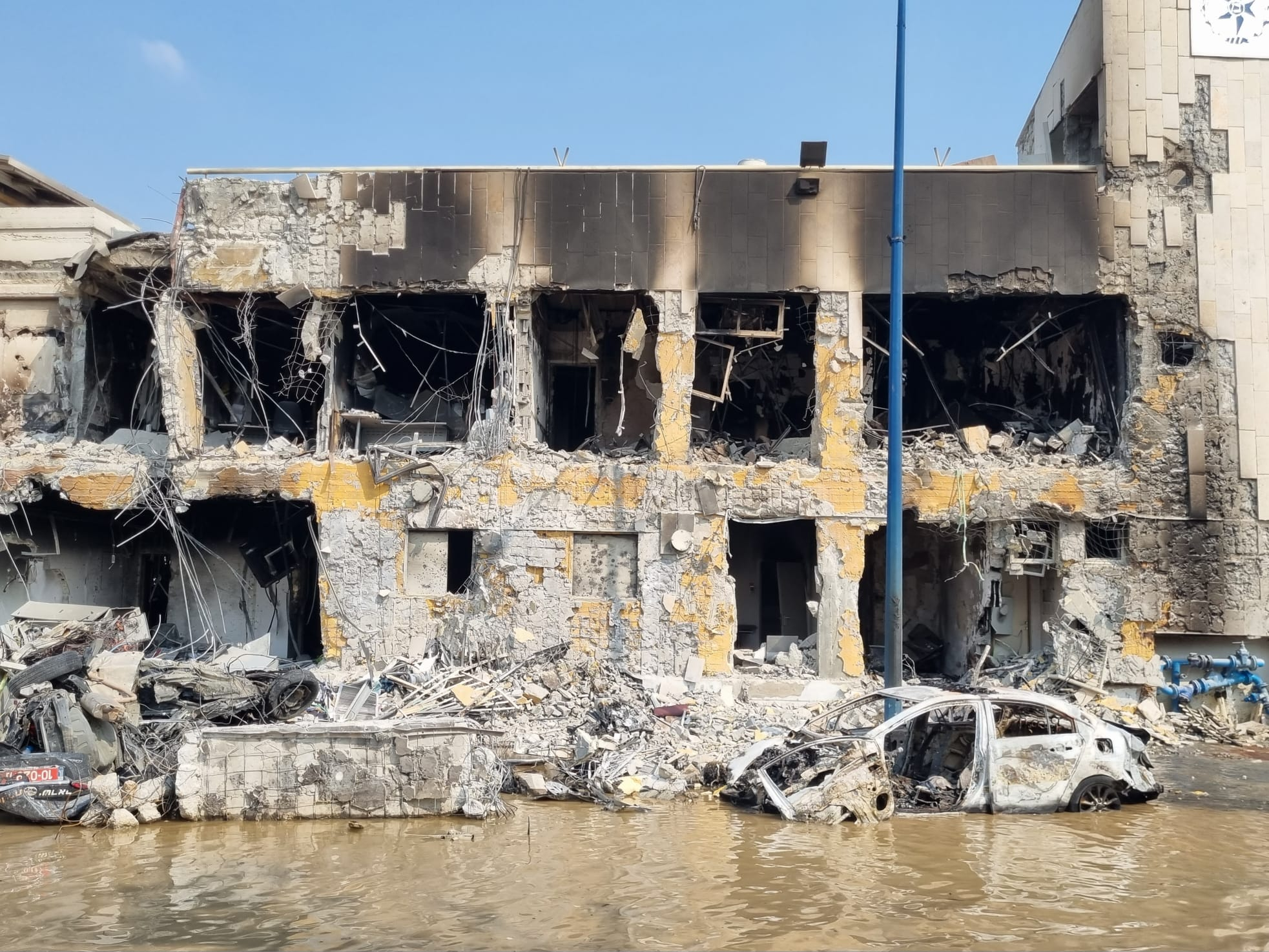
Zrujnowany posterunek Policji w Sederot po odbiciu go z rąk Hamasu przez Siły Obronne Izraela 8 października 2023 roku

W godzinach wczesnopołudniowych 7 października bojownicy przypuścili także szturm na posterunek garnizonu Policji w Sederot, a następnie zajęli budynek zabijając niektórych funkcjonariuszy i cywilów oraz zabarykadowali się wewnątrz niego. Wkrótce budynek otoczyły jednostki Policji oraz Sił Obronnych Izraela i rozpętała się trwająca 24 godziny strzelanina. W pewnym momencie dowódca okręgu nakazał zburzenie posterunku Policji w Sderot z nieznaną liczbą bojowników Hamasu w środku, po upewnieniu się, że w budynku nie ma żywych funkcjonariuszy policyjnych. Po godzinie 21:00 7 października rozpoczęto burzenie budynku przy pomocy buldożerów, zaś następnego dnia przed 6:00 izraelskie media doniosły, że władze Izraela odzyskały kontrolę nad obiektem, a zarazem nad całym miastem.
W godzinach wczesnoporannych 8 października 2023 roku Hamas ogłosił, że wystrzelił sto rakiet w kierunku Sederot – niektóre z nich przechwycił izraelski system obrony powietrznej Żelazna Kopuła. Przez cały ten dzień w mieście utrzymywały się pojedyncze strzelaniny i podejrzenia infiltracji ze strony Hamasu. Władze nakazały mieszkańcom Sederot, a także sąsiedniego kibucu Mefallesim pozostanie w domach do odwołania w związku z podejrzeniem przedostania się do Sederot członków Hamasu.

## Ofiary śmiertelne
Podczas dwudniowych walk w Sederot życie straciło co najmniej 50 cywilów, 20 funkcjonariuszy Policji i 2 strażaków, w tym dowódca miejscowej remizy strażackiej. W trakcie prób odbicia posterunku Policji z rąk bojowników Hamasu żołnierze Sił Obronnych Izraela zabili co najmniej 10 bojowników, zaś nieznaną ich liczbę weliminowali w trakcie burzenia budynku buldożerami. Nieznana pozostaje także liczba żołnierzy zabitych podczas tych działań.

### Masakra grupy emerytów
Rankiem 7 października 2023 roku do Sederot przyjechał minibus ze zorganizowaną grupą 15 osób w wieku powyżej 60 lat, w tym niektórzy znacznie starsi i ocalali z Holocaustu, które jechały na jednodniową wycieczkę nad Morze Martwe. Minibus zaczął zabierać pasażerów w Ofakim, następnie pojechał do Netiwot i w końcu dotarł do Sederot. Na miejscu doszło do przebicia opony, w związku z czym pojazd zatrzymał się przy bibliotece miejskiej w celu naprawy uszkodzenia. Wówczas rozległy się syreny alarmowe, a uczestnicy wycieczki wpadli w zasadzkę grupy przybyłych do miasta bojowników Hamasu, którzy zastrzelili ich wszystkich. Masakrę przeżył tylko kierowca minibusa będący arabskim obywatelem Izraela, którego bojownicy prawdopodobnie oszczędzili po tym, jak skomunikował się z nimi w ojczystym języku.

### Zdarzenie z udziałem rodziny Swissa
Rodzina Swissa: Dolew, Odia i ich dwie córki w wieku 6 i 3 lat 7 października znalazła się w trudnej sytuacji po natknięciu się na bojowników Hamasu w pobliżu kompleksu handlowego w Sederot. Próbując ratować swoje życie, rodzice podjęli decyzję o rozdzieleniu się, a każde z nich zabrało jedną z córek, po czym zaczęli szukać schronienia. Wówczas Dolew został postrzelony przez bojowników i niedługo później zmarł – przed śmiercią próbował jeszcze uzyskać pomoc od służby ratowniczo-medycznej Magen Dawid Adom. Córka, która z nim była, nie ucierpiała i wkrótce dołączyła do matki oraz siostry. Według rzetelnego źródła Odia Swissa umieściła dzieci w samochodzie, a przejeżdżający obok cywilnym pojazdem policjanci kazali jej jechać za nimi na miejscowy posterunek. Odia nie potrafiła jednak opanować zdenerwowania i wówczas miejsce za kierownicą samochodu zajął Amer Abu Sabila, 25-letni beduiński pracownik budowlany z miejscowości Abu Talul na pustyni Negew, który w Sederot odwiedzał dwóch braci. Sabila ruszył za policjantami, jednak w pobliżu posterunku członkowie Hamasu otworzyli ogień do samochodów, zabijając Sabilę, Odię Swissę i policjantów. Obie córki Swissów przeżyły ostrzał bez szwanku leżąc na podłodze samochodu.